# Adolf VI. (Holstein-Schauenburg)

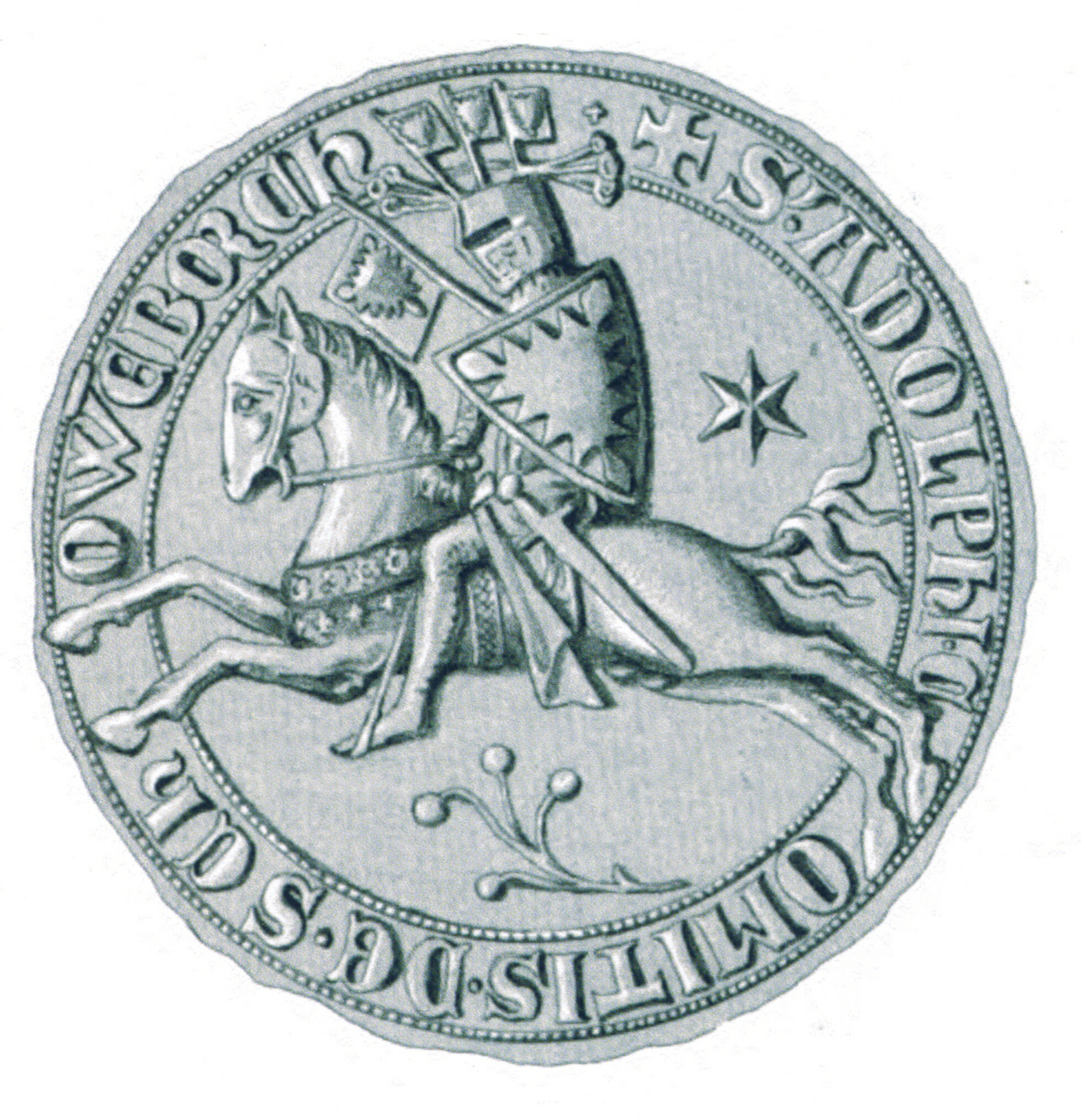
Siegel von Adolf VI.

Adolf VI. (* 1256; † 13. Mai 1315) war ein Graf in Holstein und im Gebiet Schaumburg (damals noch Schauenburg) im Hochmittelalter.

## Herrschaft
Er war der dritte Sohn von Gerhard I. von Holstein-Itzehoe und Elisabeth von Mecklenburg. Im Rahmen einer Erbteilung der Schauenburger Grafen erhielt er 1290 Holstein-Pinneberg sowie die Stammgrafschaft Schauenburg (später: Schaumburg). Er begründete damit das Jüngere Haus Schaumburg, während die Plöner Linie auf seinen Bruder Gerhard und die Rendsburger Linie auf Heinrich zurückgingen.
Adolf hielt sich meist südlich der Elbe in seiner Grafschaft Schaumburg auf. 1298 stellte er den Freiheitsbrief der Stadt Gehrden aus. Er errichtete 1302 die Wasserburg Bückeburg am Hellweg vor dem Santforde. Der Name dieser Burg wurde von einer wüsten Burg bei Obernkirchen übernommen und erstmals 1304 urkundlich erwähnt. Er leitet sich vom Namen des Bukkigau ab, wie die sumpfig-moorige Waldlandschaft um Bückeburg im frühen Mittelalter genannt wurde.

## Siegel
(s.Abb.) S(IGILLUM)*ADOLPHI*COMITIS*DE*SCHOWE(N)BORCH / Siegel Adolfs Graf von Schauenburg

## Familie
Er war seit dem 14. Februar 1297 verheiratet mit Helene von Sachsen-Lauenburg († 1322), der Tochter des Herzogs Johann I. und der schwedischen Prinzessin Ingeborg Birgersdatter, einer Enkelin von Birger Jarl. Das Paar hatte folgende Kinder:
- Adolf VII. (* um 1297; † 5. Juni 1354)

⚭ Hedwig von Schwalenberg
⚭ 1322 Heilwig zur Lippe († 26. August 1364/69)
- Gerhard, Bischof Minden, († 1353)
- Erich (* ca. 1304; † zwischen 21. November 1350 und 15. Januar 1351), von Papst Johannes XXII. ernannter Bischof, Gegenbischof von Heinrich III. von Braunschweig-Lüneburg im Bistum Hildesheim[3]
- Ermengard († 1326) ⚭ Otto II. von Hoya (* 1271; † 1324)
- Elisabeth († nach 1340) ⚭ Heinrich III. von Schwerin (* vor 1298; † nach 1307 ?)
- Helene († 1341) ⚭ Günther V. (IX.) zu Schwarzburg († um 1358)
- Luitgard wurde Nonne
- Mechtild († 1340) ⚭ Konrad von Diepholz († 1379), Vorfahren von Konrad III. von Diepholz, Bischof von Osnabrück